# St Margaret’s Church

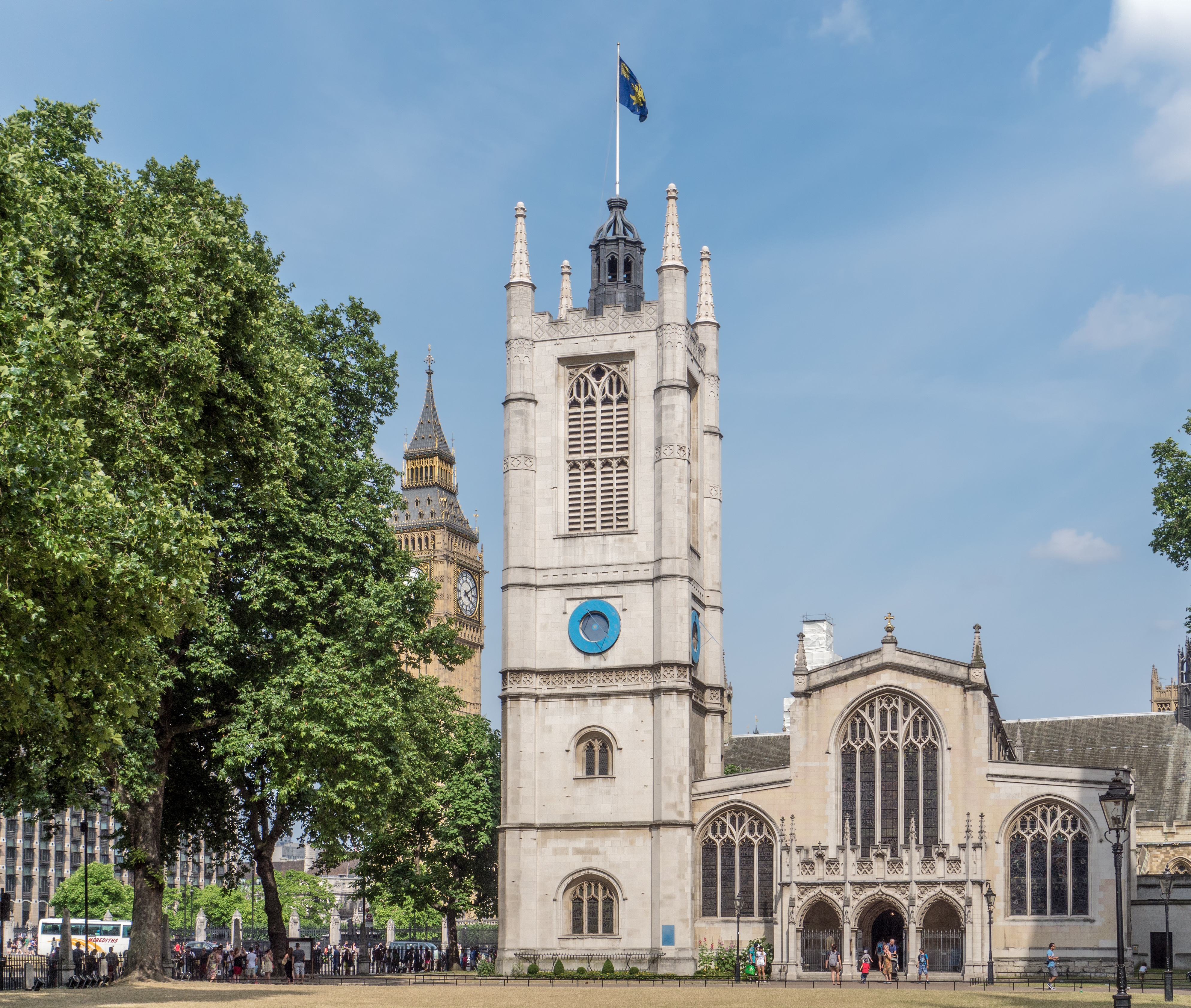
St Margaret’s Church

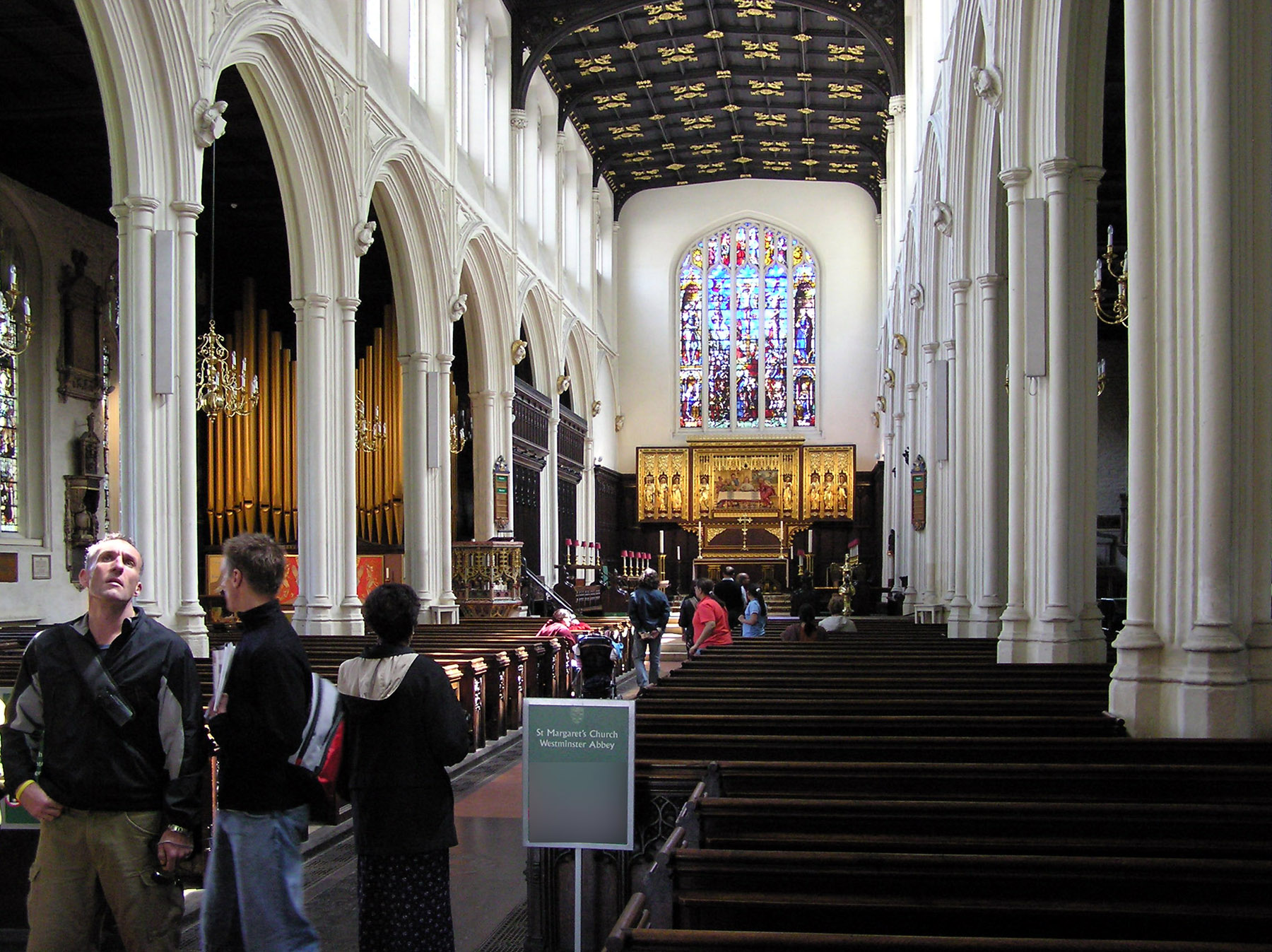
Das Kirchenschiff der St Margaret’s Church

Die St Margaret’s Church ist eine anglikanische Kirche in London. Sie befindet sich im Stadtteil Westminster am Parliament Square, unmittelbar neben der Westminster Abbey und gegenüber dem Palace of Westminster. Es ist die Pfarrkirche des britischen Parlaments und der Margareta von Antiochia geweiht.

## Geschichte
Sie wurde ursprünglich im 12. Jahrhundert als Pfarreikirche der umliegenden Gegend gegründet und von 1486 bis 1523 vollständig neu errichtet. 1614 wurde St Margaret’s die offizielle Pfarrkirche des Parlaments; die Puritaner waren unzufrieden mit dem Prunk in der benachbarten Westminster Abbey und zogen es vor, die Parlamentsgottesdienste in der „geeigneteren“ St Margaret’s Church abzuhalten. Eine Tradition, die bis heute aufrechterhalten wird.
John James errichtete zwischen 1734 und 1738 den nordwestlichen Turm neu, gleichzeitig wurde die gesamte Fassade mit Portland-Kalkstein neu eingekleidet. Der Innenraum erhielt sein heutiges Aussehen 1877 nach der Renovierung durch George Gilbert Scott.
St Margaret’s Church verfügt über eine seltene 4-fach-Sonnenuhr. An jeder Seite ihres Turmes, selbst an der Nordwand, ist eine Sonnenuhr angebracht. Auf dem Foto ist das blaue Zifferblatt der westlichen Uhr zu sehen.
Sehenswert ist das östliche Fenster mit flämischer Glasmalerei aus dem Jahr 1509, angefertigt in Erinnerung an die Verlobung von Arthur Tudor, dem älteren Bruder von Heinrich VIII., mit Katharina von Aragon. Andere Glasfenster erinnern an William Caxton, den ersten englischen Buchdrucker, Sir Walter Raleigh, der hier 1618 begraben wurde, und an den Poeten John Milton, ein Mitglied der Kirchgemeinde.
Zu den Personen, die in der Kirche ihre letzte Ruhestätte fanden, gehört der böhmische Kupferstecher Wenzel Hollar. Zahlreiche Berühmtheiten wurden auch in St Margaret’s getraut, darunter Samuel Pepys und seine Frau sowie Winston Churchill und Clementine Hozier.
Das Ensemble aus St Margaret’s Church, Westminster Abbey und Palace of Westminster wurde von der UNESCO zum Weltkulturerbe erklärt.

## Orgel
Die Orgel wurde 1801 von dem Orgelbauer George England erbaut. Das Instrument hat 22 Register auf zwei Manualen und Pedal.
| I Great Organ C– |                    |       |
| 1.               | Open Diapason      | 8′    |
| 2.               | Stopt Diapason     | 8′    |
| 3.               | Principal          | 4′    |
| 4.               | Flute              | 4′    |
| 5.               | Twelfth            | 2 ⁄3′ |
| 6.               | Fifteenth          | 2′    |
| 7.               | Mixture III        |       |
| 8.               | Mounted Cornet III |       |
| 9.               | Trumpet            | 8′    |

| II Swell Organ C– |                |       |
| 10.               | Stopt Diapason | 8′    |
| 11.               | Salicional     | 8′    |
| 12.               | Principal      | 4′    |
| 13.               | Flute          | 4′    |
| 14.               | Gemshorn       | 2′    |
| 15.               | Quint          | 1 ⁄3′ |
| 16.               | Mixture III    |       |
| 17.               | Cromorne       | 8′    |

| Pedal Organ C– |           |     |
| 18.            | Sub Bass  | 16′ |
| 19.            | Principal | 8′  |
| 20.            | Flute     | 4′  |
| 21.            | Chanter   | 2′  |
| 22.            | Fagotto   | 16′ |